# (74503) Madola
(74503) Madola – planetoida z grupy pasa głównego planetoid okrążająca Słońce w ciągu 5 lat i 80 dni w średniej odległości 3,01 j.a. Została odkryta 23 lutego 1999 roku w obserwatorium w Val-des-Bois (Quebec) przez Denisa Bergerona. Nazwa planetoidy pochodzi od pierwszych liter nazwisk Christiana Maroisa (ur. 1974), René Doyon (ur. 1963) oraz Davida Lafrenière (ur. 1978), których opracowane dokumenty pozwoliły dostrzec pozasłoneczny system planetarny wokół gwiazdy HR 8799. Przed nadaniem nazwy planetoida nosiła oznaczenie tymczasowe (74503) 1999 DN4.